# Otomops
Otomops is een geslacht van vleermuizen uit de familie der bulvleermuizen (Molossidae) dat voorkomt van Afrika tot Nieuw-Guinea. De bekende verspreiding is sterk gefragmenteerd, doordat Otomops hoog vliegende vleermuizen bevat die moeilijk gevangen kunnen worden. Alleen O. martiensseni is van meer dan een handvol exemplaren bekend. Otomops komt vaak in bossen voor en in ieder geval O. martiensseni en O. wroughtoni slapen in grotten (de Nieuw-Guinese soorten doen dat echter niet). Alle soorten hebben een zeer krachtige vlucht.

## Kenmerken
Otomops-soorten zijn grote bulvleermuizen met een stuk lichte vacht op de schouders. De grote oren steken naar voren uit en zijn aan de voorkant verbonden. De lippen zijn sterk "gekreukeld".

## Soorten
Het geslacht omvat de volgende soorten:
- Otomops formosus (Java)
- Otomops harrisoni (Jemen en Eritrea tot Kenia en Oeganda)
- Otomops johnstonei (Alor in de Kleine Soenda-eilanden)
- Otomops madagascariensis (Madagaskar)
- Otomops martiensseni (Verspreid in Afrika)
- Otomops papuensis (Nieuw-Guinea)
- Otomops secundus (Nieuw-Guinea)
- Otomops wroughtoni – Wroughtons vrijstaartvleermuis (India en Cambodja)

Daarnaast komt er in de Filipijnen waarschijnlijk minstens één onbeschreven soort voor. Er zijn twee exemplaren gevangen op Luzon, in de provincies Benguet en Kalinga, en één op Mount Kitanglad in de provincie Bukidnon op Mindanao. De dieren uit Luzon en Mindanao verschillen sterk in grootte (de vleermuis uit Mindanao is kleiner) en in de vorm van de schedel. De totale lengte van het exemplaar uit Mindanao, een mannetje, bedraagt 116 mm, de staartlengte 34 mm, de achtervoetlengte 11 mm, de oorlengte 28 mm, de voorarmlengte 54 mm en het gewicht 18,8 g.